# Гомованилиновая кислота
Гомованилиновая, или 3-метокси-4-гидроксифенилуксусная кислота, сокр. ГК, ГВК, англ. HVA (формула HOC6H3(OCH3)CH2COOH) — основной продукт обмена катехоламинов, в том числе дофамина.

## Физические свойства
В чистом виде белый кристаллический порошок, растворимый в воде, бензоле, спиртах, эфире и нерастворимый в циклогексане.